# Robert R. Livingston

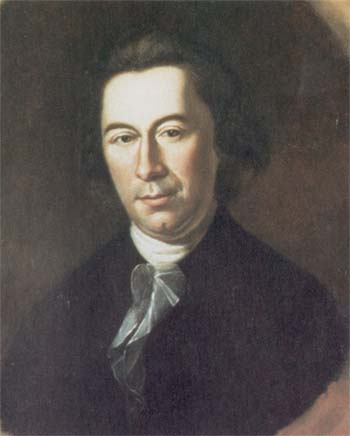
Robert R. Livingston

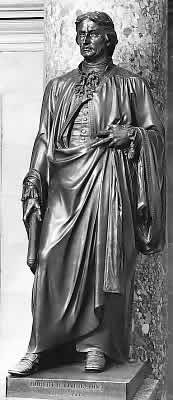
Statue Livingstons in der National Statuary Hall Collection

Robert Robert Livingston (* 27. November 1746 in New York City, Provinz New York; † 26. Februar 1813 in Clermont, New York) war ein US-amerikanischer Politiker und einer der Gründerväter der Vereinigten Staaten. Von 1777 bis 1801 amtierte er 24 Jahre lang als erster Chancellor of New York, der Oberste Richter des Staates im New York Court of Chancery, und war deshalb als The Chancellor bekannt. Von 1781 bis 1783 war er der erste Secretary of Foreign Affairs. Er gehörte der Demokratisch-Republikanischen Partei an.

## Leben
Robert R. Livingston war der älteste Sohn des Richters Robert Livingston (1718–1775) und dessen Frau Margaret Beekman Livingston. Er hatte neun Geschwister, die alle verheiratet waren und ihren Wohnsitz in der Nähe des Familiensitzes in Clermont am Hudson River hatten.
Livingston war Großgrundbesitzer und Rechtsanwalt sowie Delegierter in der verfassunggebenden Versammlung des Staates New York und Mitglied des Komitees, das die Unabhängigkeitserklärung der Vereinigten Staaten entwarf. Vor der Unterschrift wurde er allerdings von seinem Staat New York zurückgerufen. Von 1781 bis 1783 diente er unter den Konföderationsartikeln als Secretary of Foreign Affairs. Da es zu dieser Zeit noch kein oberstes Bundesgericht gab, nahm er 1789 als Oberster Richter des Staates New York George Washington bei dessen erster Vereidigung den Amtseid ab. Ab dem Jahr 1790 entfremdete er sich zunehmend wegen der Finanzpolitik von Alexander Hamilton von den regierenden Föderalisten und näherte sich dem politische Lager Thomas Jeffersons an, aus dem sich die Demokratisch-Republikanische Partei entwickelte. 1795 kandidierte er als Gouverneur von New York, aber unterlag bei den Wahlen John Jay, dessen ausgehandelten Vertrag mit dem  Königreich Großbritannien er zuvor öffentlich angegriffen hatte. Bei der Präsidentschaftswahl 1800 erwogen die Demokraten lange, Livingston als Running Mate von Thomas Jefferson aufzustellen, entschieden sich dann aber für Aaron Burr als Kandidaten für die Vizepräsidentschaft. Von 1801 bis 1804 war er Gesandter in Frankreich und handelte dort 1803 den Kauf der französischen Besitzung Louisiana an Amerika aus.
Während seiner Zeit in Frankreich lernte er Robert Fulton kennen. Er erwarb ein Monopol für Dampfschifffahrt in New York und unterstützte Fulton finanziell bei der Entwicklung des ersten erfolgreich eingesetzten Dampfschiffs, dem North River Steam Boat, das auch als Clermont bekannt war. Dessen Heimathafen war das Anwesen Livingstons in Clermont (New York). Die erste Fahrt mit dem Dampfschiff am 17. August 1807 führte den Hudson River hinauf von New York nach Albany. Die Reise, für die eine herkömmliche Schaluppe fast eine Woche benötigte, dauerte etwas weniger als 32 Stunden.
Livingston baute für sich und seine Ehefrau Mary Stevens Livingston ein Haus südlich von Clermont, das sie 'Belvedere' nannten. Es wurde 1777 zusammen mit ganz Clermont von der britischen Armee niedergebrannt. 1794 baute er ein neues Haus, welches er 'Arryl House' nannte. Es wurde als das geräumigste Haus in Amerika bezeichnet und enthielt unter anderem eine Bibliothek mit 4000 Bänden und – nach seinem Aufenthalt in Frankreich – auch eine Orangerie. Er war Freimaurer, 1784 wurde er zum Großmeister der Großloge von New York gewählt und blieb bis 1801 in seinem Amt.
Sein Bruder Edward Livingston war später auch Außenminister der Vereinigten Staaten.

## Gedenken
Das Livingston County in Kentucky und das Livingston County in New York sind nach Livingston benannt.
Eine der sechs Statuen in der Statuary Hall in der Krypta des United States Capitol in Washington, D.C. ist die 1874 von Erastus Dow Palmer geschaffene Bronzestatue Chancellor Robert A.Livingston.